# Vergabe der Fußball-Weltmeisterschaften 2018 und 2022
Die  Vergabe der 21. und 22. Fußball-Weltmeisterschaft der Männer sollte nach dem Beschluss des Weltfußballverbandes FIFA gemeinsam stattfinden. Die Wahl der Austragungsländer fand am 2. Dezember 2010 im FIFA-Hauptquartier in Zürich statt. Nach Beendung stand fest, dass die WM 2018 in Russland und 2022 in Katar stattfinden wird.

## Vorgeschichte

### Gemeinsame Vergabe
Am 19. Dezember 2008 beschloss das FIFA-Exekutivkomitee auf seiner Sitzung in Tokio, die beiden Weltmeisterschaften 2018 und 2022 gleichzeitig zu vergeben. Die Frist für die Mitgliedsverbände zur Bekundung ihres Interesses an der Ausrichtung endete am 2. Februar 2009.

### Kontinentales Rotationsprinzip

FIFA-Kontinentalverbände

Die Vergabe der Fußball-Weltmeisterschaften folgte lange Zeit einem Rotationssystem unter den sechs Kontinentalverbänden. So richteten bis 2014 folgende Nationalverbände das Turnier aus:
- UEFA (Europa), Ausrichter von 10 Weltmeisterschaften: 2-mal Italien, 2-mal Frankreich, 2-mal Deutschland, je 1-mal Schweiz, Schweden, England und Spanien.
- CONMEBOL (Südamerika), 5 Weltmeisterschaften: 2-mal Brasilien, je 1-mal Uruguay, Chile und Argentinien.
- CONCACAF (Nord- und Mittelamerika), 3 Weltmeisterschaften: 2-mal Mexiko, 1-mal USA.
- AFC (Asien), eine Weltmeisterschaft, gemeinsam ausgerichtet von Japan und Südkorea.
- CAF (Afrika), eine Weltmeisterschaft: Südafrika.
- OFC (Ozeanien), war noch nie Ausrichter.

Dem 2007 modifizierten Rotationsverfahren entsprechend sind für das Turnier 2018 die Kontinentalverbände, in denen die letzten beiden Weltmeisterschaften stattgefunden haben (Afrika mit Südafrika 2010 und Südamerika mit Brasilien 2014) von dem Bewerbungsverfahren ausgeschlossen.
Für die WM 2022 durften nur die südamerikanischen Verbände keine Kandidatur einreichen. Es hat sich jedoch auch kein afrikanischer Verband für 2022 beworben, da wegen der starken Konkurrenz aus Nordamerika, Europa und Asien nur 12 Jahre seit der letzten WM auf afrikanischem Boden keine Chance gesehen wurde. Die weiteren Bewerber des Kontinentalverbandes, der den Zuschlag für 2018 erhält, wurden für 2022 ebenfalls nicht berücksichtigt.
Aufgrund dieses Rotationsprinzips und da bisher jede zweite WM in Europa stattfand, war es schwer vorstellbar, dass nun drei Weltmeisterschaften in Folge außerhalb Europas stattfinden. Daher konnte davon ausgegangen werden, dass die WM 2018 in Europa, das Turnier 2022 dagegen in Asien, Australien, oder Nordamerika stattfinden wird.

### Ablauf des Bewerbungsverfahrens
Im April 2009 stellte die FIFA den interessierten Verbänden die Bewerbungsvereinbarung zu, die genau darlegt, welche Angaben, Vereinbarungen und Informationen das Bewerbungsdossier enthalten muss. Die unterzeichnete Bewerbungsvereinbarung musste bis zum 11. Dezember 2009 an die FIFA zurückgeschickt werden.
Die Entscheidung über die Vergabe der beiden Endrunden gab die FIFA am 2. Dezember 2010 in Zürich bekannt.

## Bewerber um die Ausrichtung
Folgende FIFA-Mitgliedsverbände haben eine offizielle Interessenerklärung für die Ausrichtung der Fußball-Weltmeisterschaften 2018 und 2022 abgegeben:

### Bewerbung für 2018
Aus dem europäischen Verband UEFA, zuletzt mit der WM 2006 in Deutschland Ausrichter, bewarben sich:
- Belgien und Niederlande.[3] Beide Länder waren gemeinsame Ausrichter der EM 2000.
- England. Hier fand bereits die WM 1966 sowie die EM 1996 statt.
- Portugal und Spanien. Portugal war Ausrichter der EM 2004, Spanien Gastgeber der WM 1982.
- Russland.[4] Russland war noch nie Gastgeber einer Europa- oder Weltmeisterschaft.

### Bewerbung für 2022
Der asiatische Verband AFC richtete 2002 die WM in Japan und Südkorea aus. Aus diesem Verband bewarben sich um die Ausrichtung der WM 2022:
- Australien[5] (Ausrichter Fußball-Ozeanienmeisterschaft 1998 und 2004) zog seine Bewerbung für 2018 aufgrund der großen Wahrscheinlichkeit einer Vergabe nach Europa zurück und konzentriert sich auf die Bewerbung für 2022. Australien ist seit 2006, trotz seiner geographischen Lage, Mitglied des asiatischen Kontinentalverbands.
- Japan[6] war Co-Ausrichter 2002, zog aus demselben Grund wie Australien seine Bewerbung für 2018 zurück.[7]
- Südkorea war der andere Co-Ausrichter 2002 und bewarb sich von vornherein nur für 2022.
- Katar[8] war Ausrichter der Fußball-Asienmeisterschaften 1988 und 2011 und bewarb sich ebenfalls nur für 2022.

Aus dem nordamerikanischen Verband CONCACAF, der zuletzt die WM 1994 in den USA ausrichtete, bewarb sich wiederum:
- Vereinigte Staaten[9] (Ausrichter 1994) zog aus demselben Grund wie Australien seine Bewerbung für 2018 zurück.[10]

### Zurückgezogene und abgelehnte Bewerbungen
- Indonesien (AFC) war Co-Ausrichter der Asienmeisterschaft 2007. Seine Bewerbung wurde von der FIFA abgelehnt, da die geforderten Unterlagen und Garantien nicht eingereicht wurden.[7]
- Mexiko (CONCACAF) war bereits zweimal WM-Gastgeber (1970 und 1986). Der sportlich erfolgreichste Verband der nordamerikanischen Gruppe zog am 28. September 2009 seine Bewerbung aufgrund der ungeklärten Finanzierung zurück.[7][11]
- Alle Bewerber der UEFA bewarben sich ursprünglich auch für die WM 2022, als jedoch nur noch UEFA-Mitgliedsstaaten für die WM 2018 übrig blieben, waren diese Bewerbungen gegenstandslos, da nur jede dritte WM in dem gleichen Kontinentalverband stattfinden kann.

| Belgien & Niederlande      | Mitte  | Mitte          | Mitte          | Mitte                    | Mitte         |                      |
| England                    | Mitte  | Mitte          | Mitte          | Mitte                    | Mitte         |                      |
| Russland                   | Mitte  | Mitte          | Mitte          | Mitte                    | Mitte         |                      |
| Portugal & Spanien         | Mitte  | Mitte          | Mitte          | Mitte                    | Mitte         |                      |
| Bewerbungen 2022           | Mitte  | Mitte          | Mitte          | Mitte                    | Mitte         | Australien           |
| Bewerbungen 2022           | Mitte  | Mitte          | Mitte          | Mitte                    | Mitte         | Japan                |
| Bewerbungen 2022           | Mitte  | Mitte          | Mitte          | Mitte                    | Mitte         | Katar                |
| Bewerbungen 2022           | Mitte  | Mitte          | Mitte          | Mitte                    | Mitte         | Südkorea             |
| Bewerbungen 2022           | Mitte  | Mitte          | Mitte          | Mitte                    | Mitte         | USA                  |
| Zurückgezogene Bewerbungen | Mitte  | Mitte          | Mitte          | Mitte                    | Mitte         | Indonesien           |
| Zurückgezogene Bewerbungen | Mexiko | Bewerbung 2018 | Bewerbung 2022 | Zurückgezogene Bewerbung | Gesperrt 2018 | Gesperrt 2018 & 2022 |

## Wahl
Um eine Kandidatur zu gewinnen, braucht man die absolute Mehrheit der Stimmen, also mindestens zwölf Stimmen. Sollte dies in einem Wahlgang nicht gelingen, so fällt der Kandidat mit der geringsten Anzahl der Stimmen heraus und es wird erneut ein Wahlgang durchgeführt. Dies ist der gleiche Wahlmodus wie bei der Vergabe von Olympischen Sommer- und Winterspielen.
| Bewerber              | 1. Runde | 2. Runde |
| --------------------- | -------- | -------- |
| Russland              | 9        | 13       |
| Spanien & Portugal    | 7        | 7        |
| Niederlande & Belgien | 4        | 2        |
| England               | 2        | –        |

| Bewerber           | 1. Runde | 2. Runde | 3. Runde | 4. Runde |
| ------------------ | -------- | -------- | -------- | -------- |
| Katar              | 11       | 10       | 11       | 14       |
| Vereinigte Staaten | 3        | 5        | 6        | 8        |
| Südkorea           | 4        | 5        | 5        | –        |
| Japan              | 3        | 2        | –        | –        |
| Australien         | 1        | –        | –        | –        |

Damit gingen Russland (2018) und Katar (2022) als Sieger hervor.

## Korruptionsvorwürfe
Im Oktober 2010 wurden Korruptionsvorwürfe laut: Zwei Reporter der „Sunday Times“ gaben sich als Lobbyisten amerikanischer Firmen aus und boten zwei Mitgliedern des FIFA-Exekutivkomitees hohe Geldsummen an, falls sie den USA ihre Stimme als Austragungsort für 2022 geben würden. Beide Funktionäre gingen auf diese Angebote ein mit der Angabe, sie wollten die angebotenen Summen in die Fußball-Infrastruktur stecken.
Bis Ende Mai 2011 führten die Korruptionsvorwürfe zu einer Krise des Weltfußballverbandes, bei dem mittlerweile zehn der 24 Mitglieder der Exekutive unter Verdacht stehen.
Ein weiterer Bericht der „Sunday Times“ legt dar, dass vor der Vergabe Geld geflossen sei. Demnach habe der ehemalige katarische Funktionär Mohamed bin Hammam fünf Millionen Dollar an Offizielle gezahlt. Bin Hammam wurde bereits 2011 wegen Verstößen gegen den Ethikcode auf Lebenszeit gesperrt. Gemeinsam mit FIFA-Funktionär Jack Warner soll er auf einer Versammlung der Karibischen Fußball-Union versucht haben, Stimmen zu kaufen.
Die FIFA beauftragte 2012 den US-amerikanischen Juristen Michael J. Garcia mit der Untersuchung der Vorgänge. Der Garcia-Bericht wurde 2014 in einer Zusammenfassung und 2017 vollständig veröffentlicht.
Der ehemalige FIFA-Funktionär Rafael Salguero hat sich bei den Ermittlungen des amerikanischen Justizministeriums rund um die Vergabe der Fußball-WM 2018 in vier Fällen der Korruption schuldig bekannt. Das geht aus Gerichtsunterlagen aus dem Jahr 2016 hervor, die im Dezember 2018 veröffentlicht wurden. Salguero gab unter anderem zu, dass ihm 2010 auf einem Flug von Mexiko nach Guatemala für seine Stimme bei der WM-Vergabe Hunderttausende Dollar geboten wurden. Er habe sich mehrmals mit der Kontaktperson, deren Name in den Gerichtsunterlagen unkenntlich gemacht wurde, getroffen, um die Schmiergeldzahlung zu besprechen. Er habe für den betreffenden Bewerber, der ebenfalls unkenntlich gemacht wurde, gestimmt, das Geld aber nicht erhalten.
Von den 22 Wahlmännern bei der WM-Vergabe 2010 waren Stand 2017 noch zwei im FIFA-Amt, Ángel María Villar und Hany Abo Rida. María Villar trat am 27. Juli 2017 kurz nach seiner Suspension durch den spanischen Fußballverband zurück.
Anfang Mai 2020 brachten New Yorker Enthüllungen ans Licht, dass die Stimmen dreier FIFA-Funktionäre, darunter Ricardo Teixeira und Nicolás Leoz, gekauft wurden, um für Katar abzustimmen. Trotz Beweise erscheint es jedoch unwahrscheinlich, dass die WM Katar entzogen würde. Neben finanziellen Verlusten für die FIFA sei der Bau der Stadien in Katar schon zu weit fortgeschritten; auch hätten die USA durch die Ausrichtung der WM 2026 wenig Interesse an einer Klage. Der ehemalige FIFA-Chef Sepp Blatter sagte daher in einem ARD-Interview: „Die WM wird in Katar gespielt.“ Ein weiterer Grund sei laut der Whistleblowerin Bonita Mersiades, die 2010 Teil der australischen Delegation war, dass vor der Vergabe alle Nationen zumindest versucht hätten, Stimmen zu kaufen.

## Auswirkungen auf folgende Weltmeisterschaften
Dem aktuellen Rotationssystem nach kann die Austragung 2026 nicht in Europa (UEFA) oder Asien (AFC), die von 2030 nicht in Asien stattfinden. Am 13. Juni 2018 wurde die WM 2026 nach Kanada, Mexiko und die Vereinigten Staaten und damit nach Nordamerika (CONCACAF) vergeben.